# برايان جاكسون
برايان جاكسون (بالإنجليزية: Brian Jackson)‏ (1 أبريل 1933 في المملكة المتحدة - 14 فبراير 2020) هو لاعب كرة قدم بريطاني في مركز الوسط. لعب مع بورت فايل ونادي أرسنال ونادي بيتربورو يونايتد ونادي بيرتن ألبيون ونادي ليتون أورينت ونادي ليفربول ولينكولن سيتي أف سي ونادي بوسطن يونايتد.

## وصلات خارجية
- برايان جاكسون على موقع قاعدة بيانات كرة القدم.إي يو (الإنجليزية)